# Danny Tenaglia

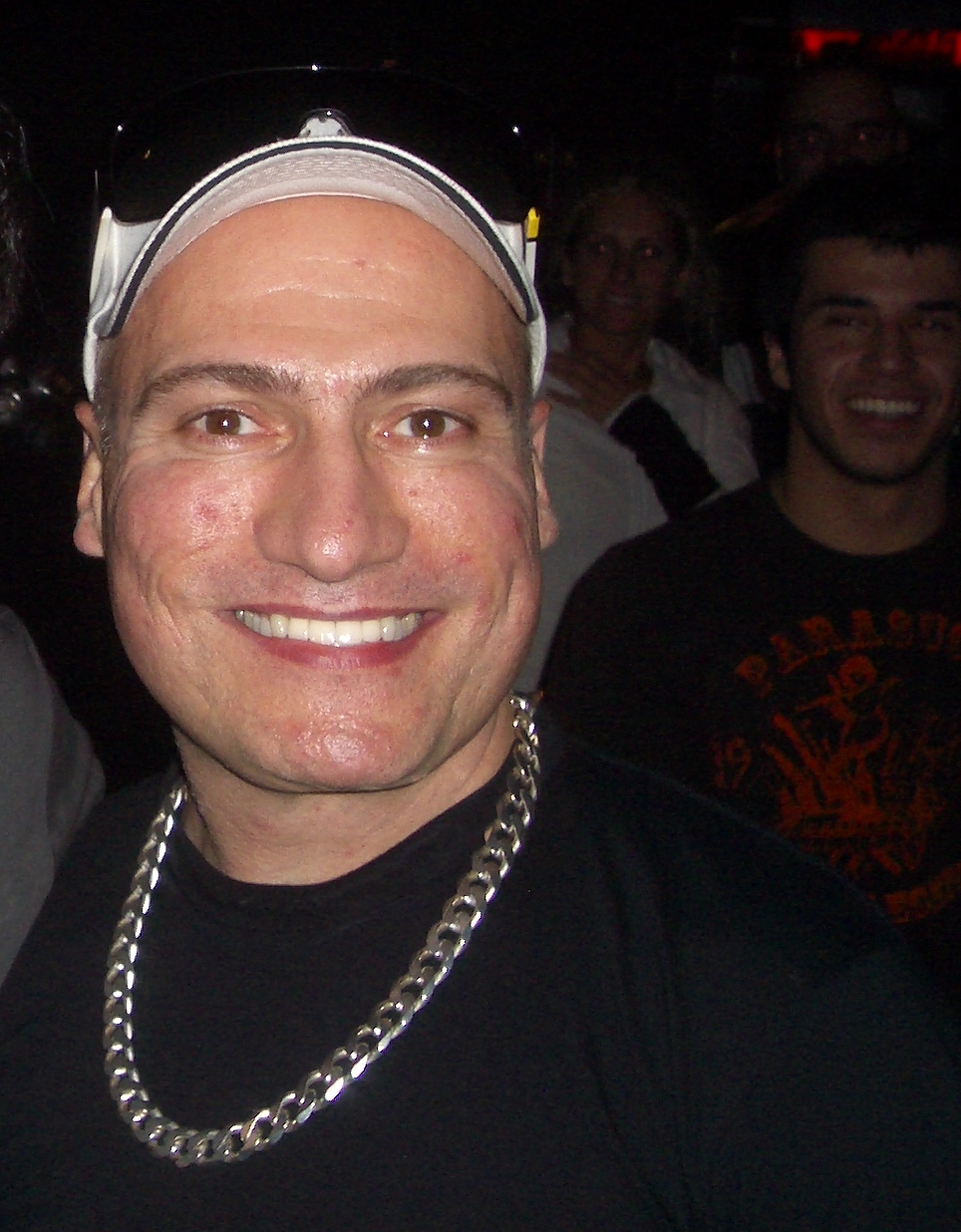
Danny Tenaglia, 2007

Danny Tenaglia (* 7. März 1961 in New York City) ist ein US-amerikanischer DJ und Musikproduzent.

## Leben
Geboren und aufgewachsen ist Danny Tenaglia in Brooklyn in New York City. Seine ersten Auftritte hatte er im „Roller Palace“, im „Stix“ und in der „Crisco Disco“. 1985 zog er nach Miami und wurde Resident-DJ im „Cheers“. Einige Jahre später zog er zurück nach New York, wo er immer noch regelmäßig in Clubs auftritt.
Neben seinem Beruf als DJ wurde Tenaglia durch seine über 200 Remixe und Eigenproduktionen bekannt. Er reinterpretierte Songs von Madonna, Janet Jackson, Grace Jones, Kim Mazelle, Bette Midler, Cher, Depeche Mode, den Pet Shop Boys, Schiller (Global Underground 017, London - cd2) und Blondie.

## Diskografie

### Alben
- 1995: Hard & Soul
- 1998: Tourism

### Singles
- 1994: Bottom Heavy
- 1995: Look Ahead
- 1995: $ (That's What I Want) (feat. Roxy)
- 1996: Ohno
- 1997: Elements
- 1998: Music Is The Answer (Dancin' And Prancin') (mit Celeda)
- 1999: Turn Me On (feat. Liz Torres)
- 2000: Baby Do You Feel Me
- 2000: Back To Mine
- 2001: Fever Rising (mit Cass/Slide)
- 2002: From Here To Eternity (vs. Giorgio Moroder)
- 2004: Esperança / The Voodoo Doll  (pres. Kult of Krameria)
- 2006: Dibiza (Bring The Drums Back)
- 2007: Dibiza 2007 (Remixes)
- 2008: The Space Dance

## Auszeichnungen
- Dance Music Award
  - 2001: in der Kategorie „Best Remix“ (Depeche Mode - I Feel Loved (Danny Tenaglia’s Labor of Love Mix))
- DJ Awards
  - 2000: in der Kategorie „DJ’s DJ“
  - 2002: in der Kategorie „Ibiza Set“